# Joe Burke (accordeonspeler)
Joe Burke (Kilnadeema bij Loughrea (County Galway), 11 april 1939 - 20 februari 2021) was een Ierse bespeler van de diatonische accordeon.
Hij maakte hij al op jonge leeftijd kennis met de diatonische accordeon die zijn moeder bespeelde. Na verschillende leermeesters werd hij het spel machtig en won daarna het All-Ireland Senior Accordion Championship in Thurles in 1959 en in 1960 in Boyle. 
In 1961 ging hij naar de Verenigde Staten met zanger Sean O Siochain, harpist Kathleen Watkins en anderen. Burke toerde door Engeland en Schotland met violist Sean Maguire en in de VS met Andy McGann
In 1989 en in 1992 vertegenwoordigde hij Ierland op het International Accordion Festival in Montmagny, Quebec, Canada. Na aan verschillende albums te hebben gewerkt kwam hij in 2002 met zijn cd The Morning Mist.
Burke was gehuwd met Ann Conroy Burke en werd 81 jaar oud.

## Discografie
- The Morning Mist, met Charlie Lennon, New Century Music, 2002
- The Bucks of Oranmore, met Charlie Lennon, Green Linnet, 1996
- Happy to Meet & Sorry to Part, met Michael Cooney en Terry Corcoran, 1986
- The Tailor's Choice, met Maire Ni Chathasaigh, 1983
- The Funny Reel, met Andy McGann en Felix Dolan, 1979
- Traditional Music of Ireland, met Charlie Lennon, 1973
- Galway's Own Joe Burke, Outlet, 1971
- Two Champions, met Sean Maguire, 1971, Outlet
- A Tribute to Michael Coleman, met Andy McGann en Felix Dolan, 1966